# Serieschakeling

Links een serieschakeling en rechts een parallelschakeling met twee weerstanden van 500 ohm en meetinstrumenten voor de spanning (V) en de stroomsterkte (A)

Een serieschakeling is in de elektronica een configuratie van componenten of deelschakelingen waarbij de stroom door de individuele componenten (of deelschakelingen) gelijk is en de spanning over alle deelcomponenten wordt verdeeld.
Drie dioden staan bijvoorbeeld in serie als de kathode van de ene verbonden is met de anode van de andere.

## Toepassingen
- Bij een kerstboomverlichting worden een groot aantal lampjes in serie geschakeld.
- Voorschakelweerstand: Hierbij wordt een extra weerstand in serie met een component geplaatst zodat het geheel op een hogere spanning aangesloten kan worden, zie spanningsdeler
- Accu's en batterijen: Door deze in serie te schakelen wordt een spanning verkregen die groter is dan de spanning van één enkele bron. De stroom blijft gelijk.
- Logische poorten: Door twee of meer schakelaars in serie te schakelen kan een EN-poort worden gemaakt, d.w.z. een apparaat is alleen ingeschakeld als schakelaar 1 EN 2 zijn ingeschakeld.

## Vervangingswaarden
Door componenten in serie te schakelen, ontstaat een analoog van een nieuw component die wordt voorgesteld door de vervangingsschakeling. Van deze vervangingsschakeling kunnen de eigenschappen worden afgeleid uit de individuele componentwaarden.

### Stroom
De stroom is door ieder deel van de serieschakeling gelijk.
{\displaystyle I_{t}=I_{1}=I_{2}=I_{3}\dots }

### Spanning
De totale spanning over een serieschakeling is gelijk aan de som van de spanningen over de verschillende delen van de schakeling.
{\displaystyle U_{t}=U_{1}+U_{2}+\dots }

### Weerstanden
Bij serieschakeling van bijvoorbeeld drie gelijke weerstanden wordt de spanning over de weerstanden gelijk verdeeld. De spanning over de vervangingsweerstand is dus driemaal zo groot als die door de individuele componenten. De stroom door de vervangingsweerstand is gelijk aan die door de individuele componenten. De weerstand van de vervangingsschakeling is dus driemaal van die van de individuele componenten.
Algemeen geldt: 
{\displaystyle R_{v}=R_{1}+R_{2}+\dots +R_{n}}

### Spoelen
De zelfinductie van een spoel is recht evenredig met het aantal windingen. Doordat bij een serieschakeling van spoelen het aantal windingen toeneemt, zal daarom de vervangingszelfinductie toenemen. 
Algemeen geldt:
{\displaystyle L_{v}=L_{1}+L_{2}+\dots +L_{n}}
Wel moet ermee rekening gehouden worden dat velden van in serie geschakelde spoelen elkaar overlappen, waardoor de vervangingszelfinductie beïnvloed wordt. De invloed van een serieschakeling op spoelen is dus afhankelijk van de specifieke configuratie.

### Condensatoren
De capaciteit van een condensator is omgekeerd evenredig met de dikte van het diëlektricum. Doordat bij serieschakeling van condensatoren het diëlektricum toeneemt, zal de vervangingscapaciteit afnemen. 
Algemeen geldt:
{\displaystyle C_{v}={\frac {1}{{\frac {1}{C_{1}}}+{\frac {1}{C_{2}}}+\dots +{\frac {1}{C_{n}}}}}}